# Коноковский
Коноко́вский — аул в Успенском районе Краснодарского края России. Входит в состав муниципального образования «Урупское сельское поселение».

## Варианты названия
- Конокавский Аул,
- Коноковский Аул[2].

## География
Аул расположен в южной части Успенского района, на правом берегу реки Уруп. Находится в 1,5 км к юго-востоку от сельского центра — Урупский, в 20 км к юго-западу от районного центра — Успенское и в 38 км к юго-востоку от города Армавир.
Граничит с землями населённых пунктов: Урупский на северо-западе, Трёхсельское на юго-востоке и Родниковский на западе.
Аул расположен в предгорной зоне Краснодарского края. Рельеф местности представляет собой в основном холмистую местность. Основная часть населённого пункта расположено между холмистыми грядами на востоке, и изрезанной долиной реки Уруп на западе. Средние высоты на территории аула составляют 319 метра над уровнем моря.
Гидрографическая сеть представлена рекой Уруп и различными водоёмами. На территории населённого пункта развиты чернозёмы предкавказские и предгорные. В пойме рек пойменные луговые почвы.
Климат умеренно-тёплый. Среднегодовая температура воздуха положительная и составляет около +10,7°С. Средняя температура июля +22,3°С, средняя температура января −1,3°С. Максимальная температура может достигать +40°С, минимальная может опускаться до −32°С. Среднегодовое количество осадков составляет около 650 мм в год. Основная их часть приходится на период с апреля по июнь.

## История
Аул на своём нынешнем месте основан в 1860 году и первоначально назывался Бачмизий. До этого он находился на месте современного села Коноково, на левом берегу реки Кубань.
Современное название аула исходит от фамилии одного из двух княжеских родов бесленеевцев — Каноковых(Канукоевых).
После завершения Кавказской войны, до конца XIX века аул покинули многие мухаджиры, переселившиеся в Турцию. Так, за один 1895 год, из 1354 жителей аула в Турцию ушло 914 человек (155 семей из 241).
В 1920 году после установления советской власти в ауле, был основан отдельный Коноковский сельский совет. В 1925 году Коноковский сельский совет был упразднён, а аул Коноковский подчинён Урупскому сельсовету.
В 1920—1925 годах аул был одним из редких черкесских селений, который не был переименован, из-за присутствия в его названии княжеской или дворянской фамилии.
Ныне, Коноковский является одним из пяти аулов где сохранился бесленеевский диалект, являющийся переходным от кабардинского языка к адыгейскому.

## Население
| 2002 | 2010 |
| ---- | ---- |
| 507  | ↗539 |

Национальный состав
По данным Всероссийской переписи населения 2010 года:
| Народ   | Численность, чел. | Доля от всего населения, % |
| ------- | ----------------- | -------------------------- |
| черкесы | 514               | 95,4 %                     |
| другие  | 25                | 4,6 %                      |
| всего   | 539               | 100 %                      |

По данным Всероссийской переписи населения 2021 года:
| Народ             | Численность, чел. | Доля от всего населения, % |
| ----------------- | ----------------- | -------------------------- |
| черкесы           | 521               | 95,95 %                    |
| русские           | 14                | 2,58 %                     |
| другие/не указано | 8                 | 1,47 %                     |
| всего             | 543               | 100,0 %                    |

## Ислам

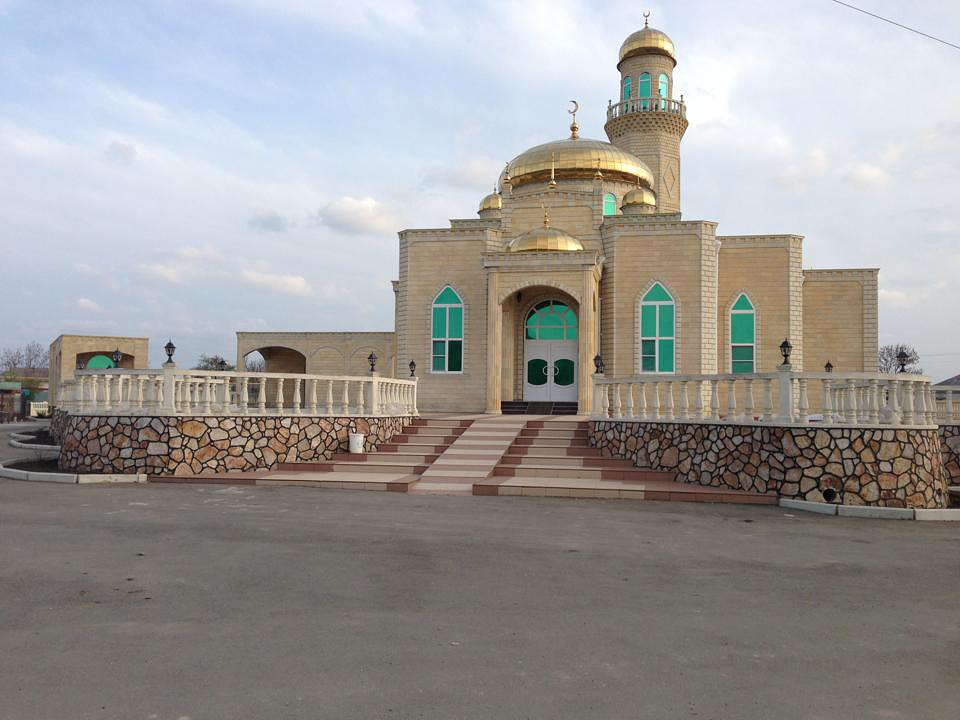
Аульская мечеть

В 2013 году в ауле была открыта новая мечеть, рассчитанная на 200 прихожан.
- Местная мусульманская религиозная организация — ул. Орджоникидзе, 1«а».

## Образование
- МОУ Начальная общеобразовательная школа № 24 — ул. Ленина, 19.

## Здравоохранение
- Фельдшерско-акушерский пункт (ФАП)

## Культура
- Дом культуры — ул. Ленина, 16.

Общественные организации
- Адыгэ Хасэ

## Экономика
Основной экономической специализацией является агропромышленный комплекс. Наибольшее развитие получили технические и зерновые культуры.

## Улицы
На территории аула зарегистрировано 10 улиц:

| Восточная  |
| Западная   |
| Кавказская |
| Кирова     |

| Краснодарская |
| Ленина        |
| Мира          |

| Орджоникидзе |
| Чапаева      |
| Школьная     |